# Филиппов, Алексей Фролович
Алексе́й Фролович Фили́ппов (12 (24) февраля 1869, Могилёв, Российская империя — октябрь 1936, Москва, СССР) — российский журналист, издатель, авантюрист (занимался шантажом банков и финансовых компаний, собирая на них компромат, входил в окружение Г. Е. Распутина), чекист, один из первых советских разведчиков.

## Биография
Родился 12 (24) февраля 1869 года в Могилёве в семье швейцара женской гимназии (крещенного еврея-кантониста) и кухарки.
После окончания юридического факультета Московского университета работал в издательстве Сытина. Занимался в кружке философа Николая Фёдорова, написал несколько заметок о философии творчества.
Сотрудник газеты «Русское слово». Владелец журнала «Русское обозрение» (Москва), издатель газет «Ревельские известия» и «Кубань» (1906).
В 1905 году критиковал Николая II за манифест 17 октября: он писал о российской государственности, «пришедшей в размягченное состояние при Императоре Николае II, которому история несомненно приставит эпитет «Милостивый» или «Блаженный». Не знаю, что вернее». За эту статью он был арестован, но император после её прочтения повелел освободить Филиппова от ответственности. 
В Новороссийске издавал газету «Черноморское побережье», за ряд статей привлекался к 82 судебным процессам.
В 1912 году переехал в С.-Петербург, был директором-распорядителем банкирского дома «Зейдман и Компания». Основал «Банкирский дом народного труда». Сотрудничал с правыми изданиями. Издавал газету «Деньги» (1913).
Занимался шантажом банков и финансовых компаний, собирая на них компромат. Входил в окружение Г. Е. Распутина.
Поддержал Октябрьскую революцию, сотрудничал с большевиками. С января 1918 года — секретный сотрудник при Президиуме ВЧК под псевдонимами «Арский» и «Банкир», помогал проводить расследования в сфере банковской деятельности.
В 1918 году неоднократно направлялся ВЧК в Финляндию под видом корреспондента одной из российских газет, проводил встречи с председателем Совета народных уполномоченных Финляндии Маннером, собрал информацию о предстоящем захвате немцами Аландских островов.
Убедил командующего флотом адмирала А. В. Развозова поддержать большевиков.
В марте 1918 года служил в отделе борьбы со спекуляцией и преступлениями по должности ВЧК.
8 июля 1918 года был арестован в Москве (на основании распоряжения М. С. Урицкого) по подозрению в участии в деятельности «Союза спасения Родины». Освобождён 3 сентября 1918 года.
С августа 1919 года по август 1920 года — председатель Исполнительного комитета духовенства на основах коммунистического строя, позже переименованного в Исполнительный комитет по делам духовенства России (Исполкомдух), в работе которого принимали участие до 20 лиц духовного звания. Целью организации было «улучшение отношений между Советской властью и представителями культа».
В начале 1920-х гг. работал в 6-м церковном отделении секретного отдела ВЧК-ОГПУ, после экспертом в 4-м, Комиссии по изъятию церковных ценностей.
В 1921 году ушел со службы в ВЧК, создал юридическое бюро. Его новая супруга по документам звалась Ядвига Эдмундовна Кушелевская, то есть была полной тезкой родной сестры Феликса Эдмундовича Дзержинского, председателя ВЧК. Филиппов использовал это «совпадение» в рекламных целях: якобы он зять самого Дзержинского, то есть обладает большим влиянием!
В 1924 году по обвинению в антисоветской пропаганде был выслан на 3 года в Иркутск.
Был членом Президиума садово-огородной комиссии Московского научно-исследовательского областного бюро краеведения.
Умер в октябре 1936 года от сердечного приступа в Москве, похоронен на Панинской аллее Ваганьковского кладбища.

## Сочинения
- Филиппов А. Ф. Странички минувшего. О Гапоне. СПб: Гарязин А. Л. 1913.